# Psychotria speciosa
Psychotria speciosa là một loài thực vật có hoa trong họ Thiến thảo. Loài này được G.Forst. miêu tả khoa học đầu tiên năm 1786.